# Great Cressingham
Pour les articles homonymes, voir Cressingham.
Great Cressingham est une paroisse civile et un village du Norfolk, en Angleterre.